# Панькова, Зоя Александровна
Зоя Александровна Панькова (10 февраля 1928, Кунгурский район, Уральская область — 13 ноября 2007, Кособаново, Пермский край) — советская работница сельского хозяйства, доярка Кособановской молочно-товарной фермы колхоза имени Ленина Кунгурского района Пермской области, Герой Социалистического Труда (1973).

## Биография
Родилась в 10 февраля 1928 года в Кунгурском районе Пермской области.
С ранних лет трудилась в полеводческой бригаде, затем — на различных работах в животноводстве. С 1962 года Зоя Александровна работала дояркой на Кособановской молочно-товарной ферме колхоза имени Ленина Кунгурского района. Училась у старших подруг по работе, занималась в колхозной школе животноводов. За следующие десять лет Панькова стала мастером своего дела. Группа первотелок, с которой она начала работать, скоро стала лучшей на ферме. В 1971 году доярка получила по 3812 килограммов молока от каждой фуражной коровы, наследующий год — по 4180 кг, а в 1973 году — почти четыре с половиной тонны молока.
С 1976 года и до выхода на пенсию З. А. Панькова заведовала фермой. Проживала в деревне Кособаново Кунгурского района Пермского края. Умерла 13 ноября 2007 года.
В МБУ «Кунгурский городской архив» имеются документы, относящиеся к Зое Александровне Паньковой.

## Награды
- Указом Президиума Верховного Совета СССР от 6 сентября 1973 года Паньковой Зое Александровне присвоено звание Героя Социалистического Труда с вручением ордена Ленина и золотой медали «Серп и Молот»[3].
- Также была награждена орденом Трудового Красного Знамени и медалями, в числе которых бронзовая медаль ВДНХ СССР (1971).